# رندی فاین
رندی فاین (به انگلیسی: Randy Fine) (زاده ۲۰ آوریل ۱۹۷۴) یک سیاستمدار، فعال و مدیر سابق صنعت قمار جمهوری‌خواه آمریکایی است که برای اولین بار در سال ۲۰۱۶ به مجلس نمایندگان فلوریدا انتخاب شد. ناحیه او جنوب شهرستان بروارد را پوشش می‌دهد.
فاین در یک خانواده یهودی در توسان، آریزونا به دنیا آمد. پدر فاین، اچ. آلن فاین، فارغ‌التحصیل مؤسسه فناوری ماساچوست، استاد مهندسی در دانشگاه کنتاکی بود. فاین در لکسینگتون، کنتاکی بزرگ شد و در سال ۱۹۹۲ از دبیرستان هنری کلی فارغ‌التحصیل شد. او سال یازدهم خود را در دبیرستان به عنوان صفحه ای در مجلس نمایندگان آمریکا گذراند. در تابستان‌های ۱۹۹۱ و ۱۹۹۲، او دستیار رابرت دورنان بود.

## اظهارات
رندی فاین، قانون‌گذار جمهوری‌خواه ایالت فلوریدا، در گفت‌وگو با شبکه فاکس نیوز گفته است که نوار غزه باید با سرنوشتی مشابه هیروشیما و ناگساکی پاپان پیدا کند، جایی که ایالات متحده در جنگ جهانی دوم از بمب اتمی استفاده کرده بود.این اظهارات بلافاصله واکنش‌های تند داخلی و بین‌المللی را به دنبال داشت.جنبش مقاومت اسلامی حماس در بیانیه‌ای رسمی، سخنان فاین را مصداق صریح «تشویق به نسل‌کشی» خواند و تأکید کرد که چنین اظهاراتی بیانگر ذهنیت نژادپرستانه، فاشیستی و ضدبشری برخی از سیاست‌مداران امریکایی است.حماس در ادامه افزود: «این درخواست افراطی و جنایت‌کارانه، نقض آشکار اصول حقوق بین‌الملل، قوانین بشردوستانه و کنوانسیون‌های ژنو محسوب می‌شود.»در این بیانیه آمده است که چنین مواضعی نه تنها نمی‌تواند مبارزات فلسطینیان را تضعیف کند، بلکه «چهره واقعی اشغالگران و حامیان جهانی‌شان» را برای افکار عمومی جهان بیش از پیش آشکار می‌سازد. گفتنی‌ است، این اظهارات در بحبوحه‌ی بحران انسانی بی‌سابقه در غزه مطرح شده که سازمان‌های بین‌المللی بارها درباره‌ی وقوع قحطی، کشتار غیرنظامیان و نقض حقوق بشر در آن هشدار داده‌اند.
مارجری تیلر گرین رندی فاین، را به خاطر جشن گرفتن علنی گرسنگی و بمباران فلسطینی‌ها محکوم کرد.